# Кастеллетто-д'Орба
Кастеллетто-д'Орба (італ. Castelletto d'Orba, п'єм. Castlèt d'Òrba) — муніципалітет в Італії, у регіоні П'ємонт,  провінція Алессандрія.
Кастеллетто-д'Орба розташоване на відстані близько 440 км на північний захід від Рима, 90 км на південний схід від Турина, 27 км на південь від Алессандрії.
Населення — 2069 осіб (2014).
Щорічний фестиваль відбувається 10 серпня. Покровитель — святий мученик Лаврентій.

## Демографія
Населення за роками:

Станом на 1 січня 2023 року в муніципалітеті офіційно проживало 118 іноземців з 20 країн, серед них 81 громадянин країн Євросоюзу та 4 громадяни України.

## Сусідні муніципалітети
- Капріата-д'Орба
- Лерма
- Монтальдео
- Сан-Кристофоро
- Сільвано-д'Орба